# Mellangrynnan
Mellangrynnan is een onbewoonde eilandengroep annex een groep zandplaten in het midden (mellan) van de Zweedse Kalixrivier bij de monding in het Räktjärv. De zandplaten komen afhankelijk van de waterstand van de rivier boven het water uit.